# Fernando Dinis
Fernando Alberto Morais Dinis (ur. 25 lipca 1982 w Vila Real) – znany jako Fernando Dinis piłkarz pochodzący z Portugalii, występujący na pozycji obrońcy.

## Kariera piłkarska
Obrońca swoją karierę rozpoczynał w utytułowanym, portugalskim zespole Sportingu począwszy od 2001. Nie zdołał on jednak przebić do pierwszej drużyny i w sezonie 04/05 przeszedł do ADC Santa Marta de Penaguião, a po roku gry ponownie zmienił klub na CD Olivais e Moscavide. Stamtąd po sezonie trafił do występującej w najwyższej lidze Boavisty. Rozegrał tam jedynie 7 spotkań, po czym odszedł z drużyny, argumentując swoje odejście kłopotami finansowymi klubu i zmianą trenera. Transfer do CD Trofense okazał się jednak chybiony, bowiem jesienią 07/08 zawodnik nie rozegrał żadnego spotkania w pierwszej drużynie i sezon dokończył w barwach CF União Madeira. W kolejnym sezonie był już zawodnikiem SC Beira-Mar, występującego w drugiej lidze portugalskiej. Po rozegraniu kilku spotkań w lidze i Pucharze Ligi w barwach nowej drużyny, w Beira-Mer zmienił się trener, który nie widział dla Dinisa miejsca w składzie. W czasach gry w Boaviście Portugalczyk rozegrał sparingowe spotkanie z zespołem Zagłębia Lubin, a zimą 2008, jako zawodnik Beiry-Mar, przyjechał na zgrupowanie Zagłębia w Antalyi. Mimo ciepłego przyjęcia przez zespół, Portugalczyk nie dołączył do drużyny, gdyż polska ekipa nie chciała zapłacić za portugalskiego obrońcę. Dinis po nieudanym dla niego sezonie w Beirze-Mar rozwiązał jednak trzyletni kontrakt i stał się wolnym zawodnikiem. Zdecydował się wyjechać do Polski, do beniaminka Ekstraklasy Zagłębia Lubin. Wraz z Fernando do Zagłębia dołączył także inny Portugalczyk, znany zawodnikowi jeszcze z juniorów Sportingu, David Caiado. W Lubinie Dinis szybko stał się podstawowym zawodnikiem. W Ekstraklasie zadebiutował 30 sierpnia 2009 w meczu 1 kolejki z Legią Warszawa, przegranym jednak wysoko 4:0. W kolejnych spotkaniach Zagłębia Dinis regularnie rozgrywał mecze po 90 minut, drużyna nie zdobyła jednak ani jednego punktu. Swojego pierwszego gola strzelił w wygranym 2:1 meczu z Odrą Wodzisław Śląski.